# Кенешть (комуна)
Кенешть, Кенешті (рум. Cănești) — комуна у повіті Бузеу в Румунії. До складу комуни входять такі села (дані про населення за 2002 рік):
- Валя-Верзей (182 особи)
- Гонцешть (40 осіб)
- Кенешть (260 осіб) — адміністративний центр комуни
- Негошина (264 особи)
- Пекуріле (83 особи)
- Шукя (262 особи)

Комуна розташована на відстані 113 км на північ від Бухареста, 32 км на північний захід від Бузеу, 111 км на захід від Галаца, 82 км на схід від Брашова.

## Населення
За даними перепису населення 2002 року у комуні проживала 1091 особа, усі — румуни. Усі жителі комуни рідною мовою назвали румунську.
Склад населення комуни за віросповіданням:
| Релігія     | Кількість осіб | Відсоток |
| ----------- | -------------- | -------- |
| православні | 1090           | 99,9%    |
| лютерани    | 1              | 0,1%     |